# ديف رايموند
ديف رايموند (بالإنجليزية: Dave Raymond)‏ هو صحفي رياضي أمريكي، ولد في 12 أغسطس 1972.